# Volumes & Surfaces
Volumes & Surfaces (deutsch „Volumen und Oberflächen“) ist ein Musikalbum von Jason Stein, Damon Smith und Adam Shead. Die am 29. August 2021 in den Veranstaltungsorten Elastic Arts und The Hungry Brain in Chicago entstandenen Aufnahmen erschienen am 16. Januar 2022 auf Damon Smith’ Label Balance Point Acoustics.

## Hintergrund
Die Aufnahmen des Trios entstanden während einer Tournee, die der Klarinettist Jason Stein mit dem Bassisten Damon Smith und dem Schlagzeuger Adam Shead im Jahr 2021 unternahm. Gegenüber Stein und Smith ist 
Adam Shead ein relativ neuer Name. Er hat in letzter Zeit in der Chicagoer Szene durch sein Spiel mit Stein, Angel Bat Dawid, Matt Piet und James Falzone für Aufsehen bei der Jazzkritik gesorgt, schrieb Mark Corroto.

## Titelliste
- Jason Stein / Damon Smith / Adam Shead: Volumes & Surfaces (Balance Point Acoustics bpaltd16016 )[2]

1. Heterodox Symmetry 4:27
2. The Deaf Voice of the Light 15:04
3. Blue Isn't for Sitting 8:46
4. The Non Dimension of the Present 11:29
5. Clearly, Blue Is for Sitting 8:32

Die Kompositionen stammen von Jason Stein, Damon Smith und Adam Shead.

## Rezeption

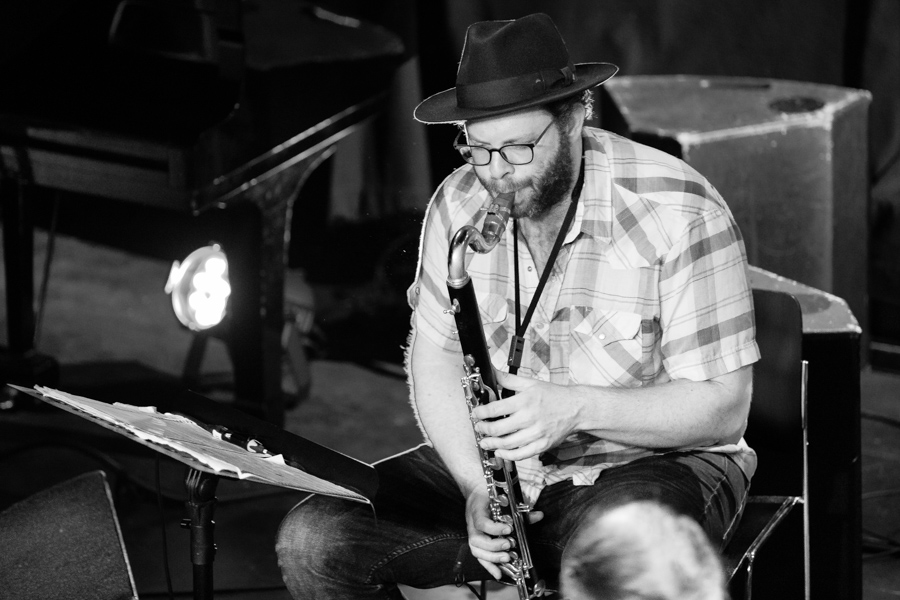
Jason Stein auf dem Kongsberg Jazzfestival 2019

Obwohl das Album tief in der Jazztradition verwurzelt ist, sei es alles andere als vorhersehbar, schrieb Glenn Astarita in All About Jazz. Steins Arbeit mit diesem Trio zeige seine Fähigkeit, sich in komplexen musikalischen Landschaften zurechtzufinden und sich dabei einen Sinn für Verspieltheit und Neugier zu bewahren. Die Bereitschaft der Künstler, mit Form und Struktur zu experimentieren, sei durchweg offensichtlich. Daher würde diese Musik die volle Aufmerksamkeit des Zuhörers verlangen – und auch verdienen.
Die Musik ist purer Free Jazz mit Energie als Markenzeichen und Aufmerksamkeit als Antrieb, schrieb Marc Corroto (All About Jazz). Jeder der fünf Titel basierte auf einem wechselseitigen Austausch. Die zarten, gestrichenen Basstöne, die „Blue Isn't for Sitting“ eröffnen, würden von Glocken und hauchender Bassklarinette begleitet. Mit Fortschreiten des Stücks würde auch die Energie zunehmen. Steins sanfte Töne würden von dröhnenden und knallenden Bogenbewegungen und schabenden Becken begleitet. All dies diene einer Gruppenimprovisation, was durchgehend zu hören sei. Jedes Mitglied des Trios passe die Tonlage bei „The Non Dimension of the Present“ an und kultiviere eine organische Struktur, die die Gruppe und natürlich das Hörerlebnis vereine. Volumes & Surfaces sei eine außergewöhnliche Aufnahme.